# Parachelifer lativittatus
Espèce
Synonymes
- Chelifer lativittatus Chamberlin, 1923

Parachelifer lativittatus est une espèce de pseudoscorpions de la famille des Cheliferidae.

## Distribution
Cette espèce se rencontre au Mexique et au Brésil.

## Description
Le mâle holotype mesure 3 mm et la femelle paratype 3,3 mm.

## Publication originale
- Chamberlin, 1923 : New and little known pseudoscorpions, principally from the islands and adjacent shores of the Gulf of California. Proceedings of the California Academy of Sciences, sér. 4, vol. 12, no 17, p. 353-387 (texte intégral).